# Пожар в Сызрани (1906)
Пожар в Сызрани 5 июля 1906 года — одно из главных событий в истории города Сызрань, заметно изменившее его облик. Огонь бушевал в течение 24 часов и уничтожил 5500 домов; большая часть города была уничтожена. Без крыши над головой осталось более 30 000 жителей. Общие убытки от пожара в ценах того времени составили примерно 18 миллионов рублей. Погибло не менее 1000 человек.
После пожара 1906 года, уничтожившего почти все деревянные строения, на центральной улице города велась каменная застройка города. Купцы возводили для своих семей и общественных нужд особняки. На пожертвования горожан строились церкви. Ныне эти здания являются памятниками архитектуры, многие из них отреставрированы в последние годы.

## Город до пожара
Сызрань был одним из самых больших уездных городов России с 45 000 жителями. На рубеже XIX—XX веков главная отрасль промышленности в Сызрани — мукомольная. Город занимал 4-е место в России по переработке зерна, уступая лишь Нижнему Новгороду, Саратову и Самаре.

## Распространение огня
По одной из версий первое возгорание случилось рано утром в поселке Закрымза в результате неосторожного разведения костра во дворе одного дома. Из сохранившейся летописи Ильинской церкви следует, что «пожар начался в доме некоего небогатого купца Малышева, жителя Ильинской слободы от неосторожного обращения с огнем (кажется, при варке варенья)». Затем пожар быстро охватив всю Закрымзу.
После перелета пламени через речку Крымзу, огнем был охвачен центра города. К середине дня 5 июля горел весь город.

## Разрушения
Были уничтожены пожаром уездная больница, публичная библиотека, основанная в 1873 году, городская гимназия, реальное училище, городское казначейство, а также здания почты и телеграфа.
Огонь уничтожил здание, где располагалось отделение Волжско-Камского банка, а также все мельницы, продовольственные склады и более 100 вагонов с пшеницей, находившихся на железнодорожной станции и прилегавших к ней путях. В пламени сгинули один из православных монастырей и семь церквей, в том числе Никольский единоверческий храм, построенный в 1859 году.

## Восстановление
Российское правительство оказало помощь населению города. Решением министерств внутренних дел и земледелия сызранцам выделили довольно крупную по тем временам денежную сумму. Сюда также прислали партию консервированных продуктов, а горожанам разрешили бесплатный отпуск леса для строительства новых домов. Через некоторое время помощь жителям Сызрани стала поступать уже со всей России и даже из-за её пределов.
Гласные городской Думы (депутаты) постановили, что на центральной улице Сызрани (ныне улица Советская), должны были возводиться только каменные дома. Кроме того, власти решили больше внимания уделять озеленению города, так как во время пожара было замечено, что кроны лиственных деревьев замедляют распространение огня.
Уездная больница была восстановлена на средства Красного креста уже в 1907 году, и ныне на её месте, на улице Советской, располагается станция скорой помощи. В 1910 году также была восстановлена и городская публичная библиотека. В целом же для восстановления Сызрани понадобилось более пяти лет.